# Cosmoconus petiolatus
Cosmoconus petiolatus là một loài tò vò trong họ Ichneumonidae.